# 高原耕三
高原 耕三（たかはら こうぞう）は、日本の総務官僚。総務省政策統括官や、総務省情報通信政策局長、総務審議官等を歴任した。

## 人物・経歴
岡山県出身。1971年東京大学法学部卒業。郵政大臣官房審議官、総務省政策統括官、総務省情報通信政策局長等を経て、2004年総務審議官（国際担当）。2005年には郵政民営化に関連して更迭された松井浩の後任として総務審議官（郵政担当）を務めたが、自由民主党の郵政事業懇話会からは、見せしめ人事として大いに批判がなされる事態となった。